# W grocie Króla Gór
W grocie Króla Gór (norw. I Dovregubbens hall) – dzieło Edvarda Griega, skomponowane w 1875 roku do sztuki Peer Gynt Henrika Ibsena.
W grocie Króla Gór to muzyczne przedstawienie sytuacji, kiedy Peer Gynt wkrada się do jaskini górskiego trolla, przed którym później musi uciekać. Początek utworu, imitujący ostrożne kroki człowieka, grany jest na fagocie. Gdy rozpoczyna się pogoń, dołączają się kolejne instrumenty, grając coraz szybciej i głośniej. Utwór kończy się gwałtownym uderzeniem.

## Inspiracje w kulturze masowej
- W 1959 utwór znalazł się w wykonaniu puzon basowy jazzmana George'a Robertsa[2].
- W 1967 The Who nagrało ten utwór, który znalazł się w rozszerzonej wersji albumu The Who Sell Out[3][4].
- Zespół Electric Light Orchestra zamieścił swoją interpretację utworu na końcu płyty On the Third Day wydanej w 1973 roku[5].
- Utwór stanowi ilustrację muzyczną do komputerowej gry Manic Miner z 1983 r.
- W 2000 roku fińska grupa muzyczna Apocalyptica nagrała utwór W grocie Króla Gór (ang. „Hall of the Mountain King”) w aranżacji na cztery wiolonczele[6]. Kompozycja została wydana tego samego roku w albumie Cult[6].
- W utworze „(Reach) The Sun” z płyty pt. The Cold Heart of the Sun niemieckiej grupy Maroon zostało wykorzystane zapożyczenie motywu z dzieła W grocie Króla Gór[7].
- Utwór pojawił się w wersji metalowej w 2009 w albumie grupy muzycznej Epica o tytule The Classical Conspiracy (ang. „In The Hall Of The Mountain King”)[8].
- Utwór W grocie Króla Gór został także nagrany na wydanym w 2010 debiutanckim albumie zespołu Night Rider Symphony[9].
- Utwór został zaadaptowany przez Trenta Reznora i Atticusa Rossa (członkowie zespołu Nine Inch Nails) na potrzebę ścieżki dźwiękowej do filmu The Social Network, w 2010. Kompozytorzy zostali nagrodzeni za nią Nagrodą Akademii Filmowej w kategorii „Najlepsza Muzyka” w 2011.
- W 2022 utwór został wykorzystany w norweskim filmie Troll[10].